# Kurita Kōgyō
Kurita Kōgyō K.K. (jap. 栗田工業株式会社, Kurita Kōgyō Kabushiki-gaisha, engl. Kurita Water Industries) ist ein japanischer Hersteller von Anlagen und Chemikalien zur Wasseraufbereitung.
Das Unternehmen wurde 1949 als Hersteller von Chemikalien zur Verhinderung von Kesselstein gegründet.
Heute werden verschiedene Prozesschemikalien für die Papier- und Metallindustrie wie z. B. filmbildende Polyamine, Kühlwasserchemikalien und Flockungsmittel produziert.
2013 wurde der Geschäftsbereich Aluminium, Papier und Wasser (APW) von BK Giulini übernommen.